# کیکاوا موتوهارو
کیکاوا موتوهارو (به ژاپنی: 吉川 元春 Kikkawa Motoharu) (۱۵۳۰–۱۵۸۶) وی دومین پسر موری موتوناری و در اصل از خاندان موری بود اما توسط خاندان کیکاوا به فرزندخواندگی پذیرفته شده بود. به‌طور برجسته ای در تمام جنگ‌های خاندان موری حضور داشت. او به یک فرمانده فعال خاندان موری تبدیل شد و به همراه برادرش کوبایاکاوا تاکاکاگه به عنوان «دو رود موری» شهرت داشتند. وی در بسیاری از جنگ‌ها با اودا نوبوناگا مانند محاصره قلعه کوزوکی و  نبرد قلعه تاکاماتسو با وی نبرد کرد. او پدر کیکاوا هیروایه از ملازمان پرقدرت خاندان موری بود.
پس از مرگ نوبوناگا، وی در خدمت تویوتومی هیده یوشی درآمد و در بسیاری از نبردهای او شرکت داشت. موتوهارو در حمله شیکوکو (۱۵۸۵) شرکت داشت. در سال ۱۵۸۶ در قلعه کوکورا در اثر سرطان درگذشت.

## خانواده
- پدربزرگ: موری هیروموتو (مرگ ۱۵۰۶)
- عمو: موری اوکیموتو (۱۴۹۲–۱۵۱۶)
- پدر: موری موتوناری
- برادران:
  - موری تاکاموتو (۱۵۲۳–۱۵۶۳)
  - کوبایاکاوا تاکاکاگه (۱۵۳۳–۱۵۹۷)
  - موری موتوکیو (۱۵۵۱–۱۵۹۷)
  - کوبایاکاوا هیده‌کانه (۱۵۶۶–۱۶۰۱)
- پسر کیکاوا هیروایه (۱۶۲۵–۱۵۶۱)